# Cripple Creek and Victor Narrow Gauge Railroad
| Cripple Creek & Victor Narrow Gauge Railroad | Cripple Creek & Victor Narrow Gauge Railroad |
| -------------------------------------------- | -------------------------------------------- |
| Dampflok Nr. 2 von Henschel                  |                                              |
| Streckenlänge:                               | 2 km                                         |
| Spurweite:                                   | 610 mm (2-Fuß-Spur)                          |
|                                              |                                              |

Die Cripple Creek & Victor Narrow Gauge Railroad (CC&VNG RR) ist eine Schmalspur-Museumseisenbahn mit einer Spurweite von 610 mm (2 Fuß) bei Cripple Creek (Colorado). Touristenzüge verkehren auf einem wieder in Betrieb genommenen Abschnitt der Midland Terminal Railway und der Florence and Cripple Creek Railroad. Ihr Bahnhof und etwa die Hälfte der Strecke sind Teil des als National Historic Landmark klassifizierten Cripple Creek Historic District.

## Fahrzeuge
Die Eisenbahn betreibt folgende Lokomotiven (Stand 2015):
- Dampflok Nr. 1 (Baujahr 1902) ist eine B’B’-Malletlokomotive von Orenstein & Koppel.
- Dampflok Nr. 2 (Baujahr 1936) ist eine B-gekuppelte Tenderlok von Henschel.
- Dampflok Nr. 3 (Baujahr 1927) ist eine B-gekuppelte Tenderlok von H. K. Porter.
- Dampflok Nr. 4 (Baujahr 1947) ist eine B’B’-Malletlokomotive von W. G. Bagnall (wird generalüberholt).
- Lok Nr. 5 (Baujahr 1951) ist eine zweiachsige dieselelektrische Lokomotive von General Electric, die untertage im Batteriebetrieb der Idarado Mine bei Telluride (Colorado) eingesetzt wurde und heute als Rottenkraftwagen genutzt wird.[3]

## Spurweiten
Die auf dieser Strecke verlaufenden Bahnlinien hatten ursprünglich die Standardspurweite von 1.435 mm (4 Fuß 8½ Zoll) oder die Schmalspurweite von 914 mm (3 Fuß). Sie wurden auf 610 mm (2 Fuß) umgespurt. Der Betrieb wurde am 28. Juni 1967 aufgenommen.

## Streckenverlauf
Die zwei Kilometer lange Strecke beginnt an der Kreuzung von Bennett Avenue und 5th Street und verläuft südlich des Cripple Creek am alten Midland Terminal Wye vorbei, dann über eine wiederaufgebaute Trestle-Brücke an den historischen Bergwerken vorbei und endet schließlich im aufgegebenen Anaconda Mining Camp. Sie führt nicht nach Victor (Colorado) wie der Name vermuten lässt.

## Bahnhof und Depot
Der Bahnhof in Cripple Creek wurde 1894 ursprünglich von der Anaconda Mine für die Midland Terminal Railway gebaut. Er wurde 1912 dort abgebaut und als Bull Hill Station östlich der Stadt Victor wieder aufgebaut. 1968 wurde das Depot nach Cripple Creek verlegt.